# Pavell & Venci Venc'
Pavell & Venci Venc' (in bulgaro Павел и Венци Венц?) sono un duo musicale bulgaro formatosi nel 2014. È formato dai rapper Pavel e Venci Venc.

## Storia del gruppo
Si sono fatti conoscere con l'uscita del primo album in studio SeTaaBrat, messo in commercio per mezzo della Virginia Records il 25 novembre 2016, che grazie alle unità equivalenti totalizzate nell'arco di 6 mesi ha conquistato la certificazione d'oro dalla Bulgarian Association of Music Producers. Il disco è stato promosso dal singolo omonimo, che è figurato nella top five dei brani in lingua bulgara più trasmessi radiofonicamente a livello nazionale nel corso del 2016.
Vdigam Level, in collaborazione con Kristian Kostov, è divenuto il primo ingresso del duo all'interno delle prime cinque posizioni nella graduatoria bulgara e ai Godišni muzikalni nagradi na BG Radio la formazione ha ricevuto sei nomination, vincendo la statuetta come Duo/trio bulgaro dell'anno.
Nel giugno 2017 hanno ottenuto tre premi su nove candidature al principale riconoscimento musicale nazionale, mentre il mese successivo hanno partecipato al festival di MTV Europe MTV Presents: Varna Beach. Nel 2018 sono stati nuovamente confermati partecipanti all'MTV Presents: Varna Beach, conseguendo la loro quinta vittoria ai Godišni muzikalni nagradi na BG Radio.
Il disco Upgrade, distribuito nel 2019, è stato anticipato da svariati estratti; la collaborazione con Ljubo Kirov Ne bih mogăl, è arrivata nella top ten bulgara. Il successo conquistato dal brano ha permesso al duo di vincere un ulteriore premio nell'ambito dei Godišni muzikalni nagradi na BG Radio.
Pavell & Venci Venc' sono inoltre divenuti coach a Glasăt na Bălgarija per quattro stagioni consecutive tra il 2017 e il 2020. Nel 2022 vengono riconosciuti ai Godišni muzikalni nagradi na BG Radio con il premio al miglior duo o trio vocale.

## Discografia

### Album in studio
- 2016 – SeTaaBrat
- 2019 – Upgrade

### Singoli
- 2014 – Kăde si, brat? (con Angel & Moisey e Dexter)
- 2015 – Edinstvenata
- 2015 – Mute (feat. Alex Mouth)
- 2015 – Kak strana taka
- 2016 – SeTaaBrat
- 2016 – Momičeto ot kvartala
- 2016 – Vdigam Level (feat. Kristian Kostov)
- 2017 – Ljubov (feat. Mihaela Fileva)
- 2017 – Samo po tatusi
- 2017 – Njama da si trăgneš s drug (con Dara e Plamen & Ivo)
- 2018 – Kifli, batki, keš (feat. Magi)
- 2018 – Fake Profile
- 2018 – Sreštu men (feat. Dara)
- 2018 – Havana
- 2018 – Dobăr život
- 2018 – Bez religija
- 2019 – Za posleden păt
- 2019 – Amnesia (con Monoir)
- 2019 – Samo da poiskaš
- 2019 – Hotel 5 zvezdi (con Dara)
- 2019 – Ne bih mogăl (con Ljubo Kirov)
- 2019 – Adres (con Alma)
- 2020 – Ti si
- 2020 – Bulgari
- 2020 – Cash (con Vessou)
- 2021 – Ako ne sega koga
- 2021 – Spešna nužda
- 2023 – Ako ti lipsvam
- 2023 – Prizrak